# Kajsa Isakson
Kajsa Isakson, född 4 augusti 1970, är en svensk regissör och manusförfattare. Hon har varit verksam som konstnärlig ledare för teater Salieri, och avslutade vid
utgången av 2020 sitt femåriga åtagande som konstnärlig ledare för Folkteatern Gävleborg.

## Biografi
Kajsa Isakson arbetar främst som regissör och manusförfattare, men ägnar sig också åt ljudkonst, koreografi och radioteater. Isakson debuterade även som författare 2005 med romanen Min Ella, för vilken hon fick Svensk Biblioteksförenings Nils Holgersson-plakett. Hon har skrivit och regisserat för bland annat, Dramaten, Stockholms Stadsteater, Riksteatern, ljudkonstellationen Tingaling och Radioteatern. Hon har också varit konstnärlig ledare för Folkteatern Gävleborg och Teater Salieri.
År 2013 Regisserade Isakson Nationalteaterns Kåldolmar och Kalsipper för Parkteatern. Stockholm. Med över 40 000 besökare var uppsättningen en publikfavorit och återkom till Parkteatern 2014.
År 2019 och 2020 hade Den sårade Divan, i regi av Kajsa Isaksson, premiär på Hudiksvalls Teater samt på Dramaten i Stockholm. Pjäsen är en dramatisering av Karin Johannissons essä med samma namn. Dramatiseringen gjordes av Kajsa Isakson och Emma Broström. Uppsättningen var ett samarbete mellan Folkteatern Gävleborg och Dramaten.
År 2020 regisserade Kajsa Isakson Above All This som spelades på Folkteatern Gävleborg och Östgötateatern.  Above All This är skriven av Frida Modén Treichls tillsammans med Kajsa Isakson. I föreställningen möter vi musikalartisten Frida Modén Treichl i en berörande teaterkonsert om en barndomsdröm, en ADHD-diagnos och två stora musikaliska förebilder. Above All This är ett nära musikaliskt porträtt genom Frida Modén Treichls egen resa i musiken, kärleken och livet.
Kajsa Isakson var 2022 aktuell med "I mörkret" av Jörgen Hjerdt, som hon regisserade tillsammans med Åsa Kalmér på Källarbyn i Stockholm. En teateruppsättning om tillit som utspelas i mörker. På svenska med medverkade skådespelare Nadia Mirmiran och Richard Forsgren och på ukrainska med Kateryna Kisten och Olesia Vlasova. 
Kajsa Isakson har även arbetat på Unga Klara, där hon regisserat Skuggfåglarna av Naomi Wallace, Stockholms stadsteater där hon regisserat Utrota varenda jävel av Sven Lindqvist och Den smala vägen av Frida Stéenhoff och Riksteatern där hon regisserade En är ilsken, en är rädd, en gör allt för att bli sedd av Emma Broström. Pjäsen blev uttagen till Barnteaterbiennalen Bibu 2010. Kajsa Isakson har regisserat och koreograferat Den goda människan från Sezuan av Bertolt Brecht som spelades våren 2010 på Dalateatern. 2015 utnämndes hon till konstnärlig ledare vid Folkteatern i Gävleborg.

## Teater

### Regi (ej komplett)
| År   | Produktion                                   | Upphovsmän                                                         | Teater                                        |
| ---- | -------------------------------------------- | ------------------------------------------------------------------ | --------------------------------------------- |
| 2007 | Skuggfåglarna The Trestle at Pope Lick Creek | Naomi Wallace Översättning Pamela Jaskoviak                        | Stockholms stadsteater                        |
| 2010 | Hela världen i mitt huvud                    | Emma Broström                                                      | Riksteatern                                   |
| 2011 | Katitzi                                      | Emma Broström                                                      | Riksteatern                                   |
| 2018 | Kåldolmar och kalsipper                      | Peter Wahlqvist och Håkan Wennberg Bearbetning Mathias Worbin      | Parkteatern                                   |
| 2020 | Den sårade divan                             | Emma Broström och Kajsa Isakson Fritt efter Karin Johannissons bok | Dramaten                                      |
| 2021 | Barnen från Frostmofjället                   | Kajsa Isakson Av Laura Fitinghoff, dramatiserad av Mats Kjellbye.  | Uppsala Stadsteater                           |
| 2022 | Above All This                               | Av Kajsa Isakson och Frida Modén Treichl.                          | Uppsala Stadsteater och Folkteatern Gävleborg |